# Samoawaaierstaart
De Samoawaaierstaart (Rhipidura nebulosa) is een zangvogel uit de familie Rhipiduridae (waaierstaarten).

## Verspreiding en leefgebied
Deze soort is endemisch op Samoa, een republiek in Polynesië en telt twee ondersoorten:
- R. n. nebulosa: Upolu.
- R. n. altera: Savai'i.

## Status
De grootte van de populatie is niet gekwantificeerd maar de soort wordt omschreven als algemeen op Upola en schaars op Savai'i. Op de Rode lijst van de IUCN heeft deze soort de status niet bedreigd.